# Arenaria quadridentata
Arenaria quadridentata är en nejlikväxtart som först beskrevs av Carl Maximowicz, och fick sitt nu gällande namn av Frederic Newton Williams. Arenaria quadridentata ingår i släktet narvar, och familjen nejlikväxter. Inga underarter finns listade i Catalogue of Life.